# Samuel Unterhauser
Samuel Unterhauser (* 12. Juli 1997) ist ein deutscher Degenfechter und deutscher Meister.

## Leben
Samuel Unterhauser begann seine Fechtkarriere bei den TSF Ditzingen im Jahr 2007 und focht bis zum 31. Juli 2013 für den Verein. Seit dem 1. August 2013 ficht er für den Fecht-Club Tauberbischofsheim am dortigen Fechtstützpunkt.
2018 konnte Unterhauser mit der Degen-Mannschaft Deutscher Meister werden. Zuvor gewann er bei den deutschen Fechtmeisterschaften 2016 bereits eine Bronzemedaille mit der Degen-Mannschaft. Bei den Deutschen Fechtmeisterschaften 2019 folgte eine Silbermedaille mit der Degen-Mannschaft.
Unterhauser ist Athletensprecher beim Fecht-Club Tauberbischofsheim.

## Sportliche Erfolge

### Deutsche Meisterschaften
2018 Gold mit der Degen-Mannschaft
 2019 Silber mit der Degen-Mannschaft
 2016 Bronze mit der Degen-Mannschaft

### Weltmeisterschaften
2015 Gold mit der Herrendegen-Mannschaft bei den Junioren-Weltmeisterschaften in Taschkent

### Europameisterschaften
2016 Bronze im Degen-Einzel bei den Junioren-Europameisterschaften in Novi Sad